# Rosine Faugouin
Rosine Denise Andrée Faugouin (verheiratete Bénard; * 11. Juni 1930 in Paris; † 19. Mai 2018 in Orléans) war eine französische Sprinterin.

## Karriere
Bei den Olympischen Spielen 1948 in London kam sie über 200 m ins Halbfinale und schied in der 4-mal-100-Meter-Staffel im Vorlauf aus. Im Jahr darauf gewann sie bei den Weltfestspielen der Jugend und Studenten Silber über 200 m.
1950 scheiterte sie bei den Leichtathletik-Europameisterschaften in Brüssel über 200 m im Vorlauf und wurde Vierte in der 4-mal-100-Meter-Staffel.
1950 wurde sie Französische Meisterin über 200 m. Ihre persönliche Bestzeit über diese Distanz von 25,6 s stellte sie 1948 auf.